# Smart Aviation Company
Smart Aviation Company ist eine ägyptische Charter- und Linienfluggesellschaft mit Sitz in Kairo und Basis auf dem Flughafen Kairo-International. Sie ist eine Tochtergesellschaft der Egypt Air.

## Flugziele
Smart Aviation führt Rettungsflüge, Geschäftsflüge, sowie nationale und internationale Linienflüge durch.

## Flotte

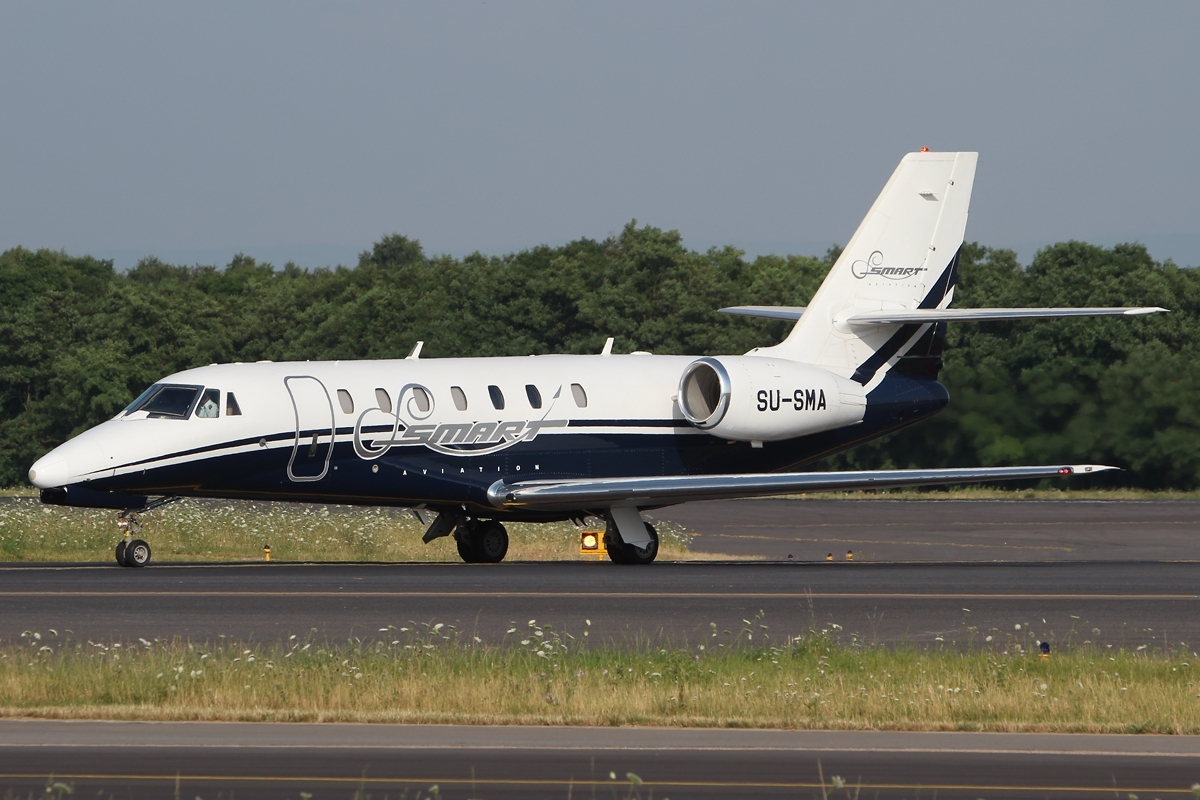
Cessna Citation Sovereign der Smart Aviation

Mit Stand Juli 2022 besteht die Flotte der Smart Aviation aus acht Flugzeugen.
| Flugzeugtyp               | aktiv | bestellt | Anmerkungen                           | Sitzplätze |
| ------------------------- | ----- | -------- | ------------------------------------- | ---------- |
| Gulfstream_G450           | 1     |          |                                       | 16         |
| De Havilland DHC-8-400    | 2     |          | verleast an Biman Bangladesh Airlines | 74         |
| Cessna Citation Sovereign | 5     |          |                                       | 10         |
| Gesamt                    | 8     | –        |                                       |            |

## Ehemalige Flugzeugtypen
- Beechcraft B350i King Air